# Adnan Hamad
Adnan Hamad (عدنان حمد) né le 1er février 1961 à Samarra, est un footballeur et aujourd'hui entraîneur irakien.

## Biographie
Il est le sélectionneur irakien qui a conduit la sélection irakienne vers la 4e place aux Jeux olympiques d'été de 2004. 
Il a commencé sa carrière d'entraîneur en 1996 avec le club Al Zawra. 
Quelques mois plus tard, il a été devient le sélectionneur adjoint de l'équipe nationale pour la Coupe d'Asie 1996. En 2000, il remporte la coupe d'Asie pour les moins de 21 ans. 
Il a reçu à quatre reprises le titre du meilleur entraîneur irakien de l'année, en 1999, 2000, 2001 et 2002, puis il a été choisi entraîneur de la Confédération asiatique de football  du mois en mai 2000, novembre 2000, septembre 2002 et août 2003. 
En 2005, il démissionne de son poste de sélectionneur de l'équipe irakienne, après l'intervention de l'armée américaine dans son domicile, pour protester contre les conditions de travail.

## Palmarès Entraineur
- Meilleur entraîneur irakien en 1999, 2000, 2001 et 2002
- Entraîneur Confédération asiatique de football du mois en mai 2000, novembre 2000, septembre 2002 et août 2003
- Championnat d'Irak de football en 1996 et 1999
- Coupe d'Irak de football en 1996 et 1999
- 4e place aux Jeux olympiques d'été de 2004